# Modulació codificada d'enreixat
La modulació codificada d'enreixat o modulació Trellis o TCM (de l'anglès Trellis CodeD Modulation) va ser proposada per primer cop per Gottfried Ungerboeck el 1976. El 1984 IBM l'adopta per modem de dades en la red telefònica amb 32 estats de fase (32 TCM) per 14,4 kb/s. Aquesta modulació s'associa a l'algoritme d'A.J.Viterbi-1967 que permet la correcció d'errors en el receptor. Es tracta d'una decodificació que optimitza assimptòticament la tasa d'error.
En la telecomunicació, la modulació TCM aconsegueix velocitats de transmissió molt elevades combinant la modulació amb la codificació de canal. A més a més permet una transmissió molt eficient de la informació sobre els canals banda-limitats com les línies telefòniques.
La modulació 32TCM és equivalent a la 16QAM quant a nombre de bits transmesos(4 bits) per cada fase. La modulació 32TCM permet un guany de relació portadora a soroll C/N de 4 dB teòrics davant el 16QAM.
TCM és una combinació entre codificació i modulació, d'aquí el seu nom Trellis Coded Modulation, ja que la forma del diagrama dels seus estats s'assembla a una estructura per a aguantar plantes trepadores que en angles s'anomena trellis.

Diagrama d'estats del codi Convolucional Trellis

A més a més sempre parlem sobre codificació i modulació com a dos aspectes independents de la comunicació, en TCM estan combinats.
Punts Principals:
1. TCM és una modulació amb una amplada de banda eficient, a causa de l'ús de la codificació convolucional.
2. Conserva l'amplada de banda doblant el nombre de punts de la constel·lació del senyal. D'aquesta manera la taxa de bits augmenta però el nombre de símbols es manté.
3. La codificació convolucional limita les transicions de símbol, creant una seqüència de codificació.
4. A diferència d'una codificació convolucional, no tots els bits que entren són codificats.
5. L'augment de mida de la constel·lació redueix distàncies euclidianes entre els punts de la constel·lació.
6. Ungerboeck originalment va proposar TCM, utilitzant sistema de partició i un nombre petit d'estats amb taxa de codi que varia depenent del senyal d'entrada.